# Lipnice nad Sázavou
Lipnice nad Sázavou é uma comuna checa localizada na região de Vysočina, distrito de Havlíčkův Brod.